# アミノペニシリン

アミノペニシリンの一般構造

アンピシリン

アミノペニシリン（英：aminopenicillins）はペニシリン系抗生物質の一グループで、アンピシリン（ベンジルペニシリンの2-アミノ誘導体であり、これが名前の由来である）のアナログである。他のペニシリン系抗生物質やβ-ラクタム系抗生物質と同様、抗菌活性に重要なβ-ラクタム環を含む。
アミノペニシリンは正電荷を帯びたアミノ基を持ち、細菌のポリンチャネルからの取り込みを強化する。しかし、これは細菌のβ-ラクタマーゼによる耐性を防がない。アンピシリン、アモキシシリン、バカンピシリンなどがある。

## 関連記事
- ペニシリン
- Extended-spectrum penicillin
- カルボキシペニシリン
- β-ラクタマーゼ阻害剤

## References
1. ↑  Cunha BA (August 1992). “Aminopenicillins in urology”. Urology 40 (2):  186–90. doi:10.1016/0090-4295(92)90525-2. PMID 1502761.
2. ↑  Golan, David E. (2011-12-15). Principles of Pharmacology. Philadelphia, PA: Lippincott Williams & Wilkins. ISBN 9781608312702
3. ↑  “Mayo Clinic Proceedings”. 2020年5月26日時点のオリジナルよりアーカイブ。2008年12月26日閲覧。